# Plaza de Shuhada (Teherán)

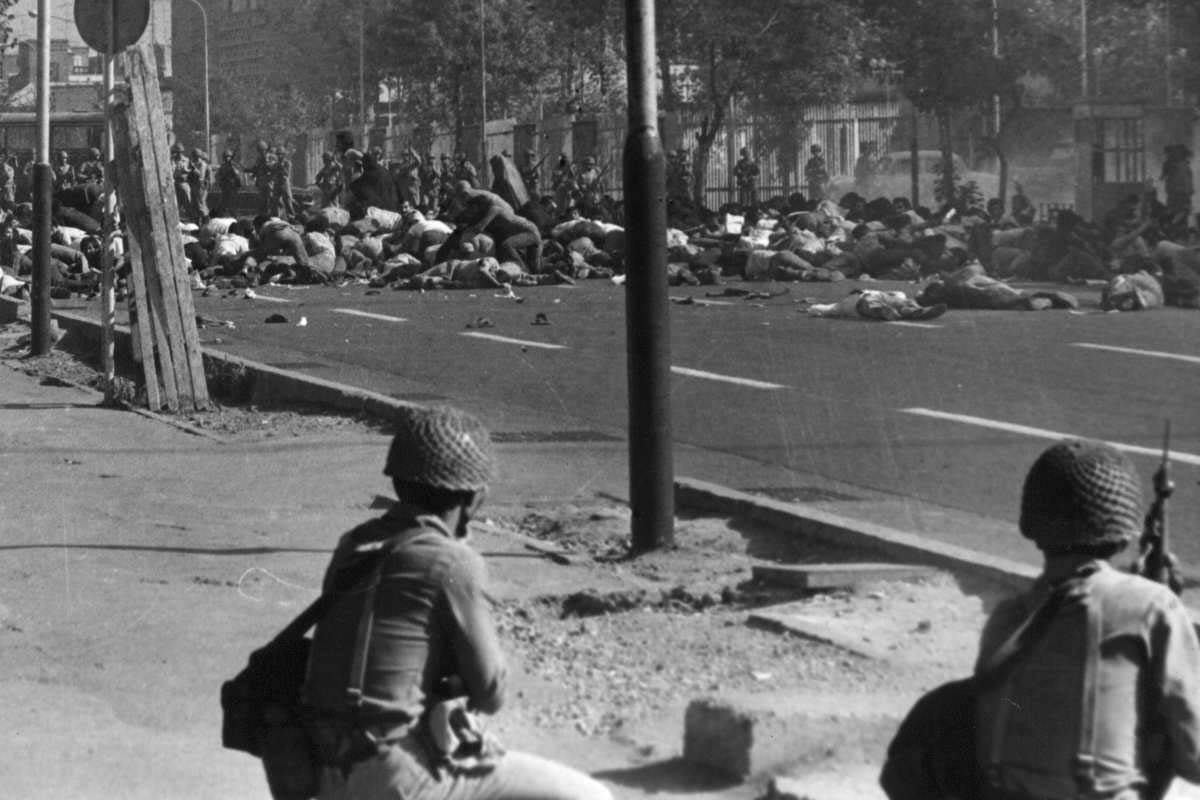
Viernes negro en la plaza de Shuhada en Téherán

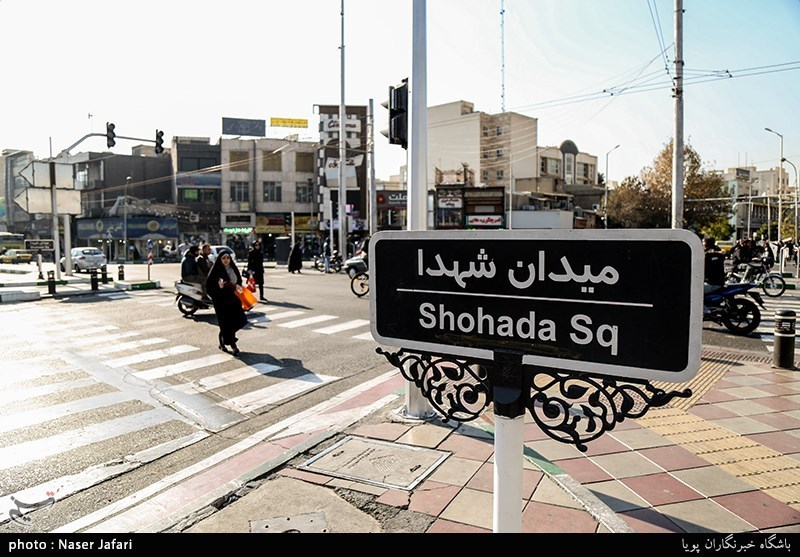
Plaza de mártires (Shuhada en Téherán), 2018

El barrio y la plaza de los Mártires (Shuhada) (en persa: شهدا) es un lugar histórico situado en el centro de la ciudad de Teherán. Más conocida entre la población como la plaza de Jaleh, en ella tuvo lugar los acontecimientos del 17 de Shahrivar (8 de septiermbre), en el que muchos manifestantes civiles perdieron la vida por la represión de las fuerzas del orden del sha, siendo esa la razón por la que se acabó llamando Plaza de los Mártires.
Después de la Revolución islámica y transcurridos 8 años de guerras con Irak, además de Teherán, otras ciudades iraníes bautizaron alguna de sus plazas con este nombre. Así, Mashad, Tabriz, Isfahán, Shiraz, Qom y Ahvaz tienen plazas con el nombre de Plaza de los Mártires.